# Buffalo-Springs-Nationalreservat
Das Buffalo-Springs-Nationalreservat (englisch: Buffalo Springs National Reserve) ist ein Naturschutzgebiet im Norden Kenias. Es ist 131 km² groß und liegt nahe bei Isiolo im gleichnamigen County, 85 km nördlich des Mount Kenya. Die Landeshauptstadt Nairobi ist 308 km entfernt. Seine Höhe über dem Meeresspiegel beträgt zwischen 800 und 1230 m. Das Buffalo-Springs-Nationalreservat hat seinen Namen von einer Oase mit kristallklarem Wasser an seinem westlichen Ende. Die Buffalo Springs halten ständig Wasser für die Wildtiere und für Archers Post, eine nahe gelegene Stadt, bereit.
Bei einem Jahresniederschlag von unter 400 mm – durch die Lage auf der Leeseite des Mount Kenya regnet es kaum – ist das Buffalo-Springs-Nationalreservat durch Trockenheit gekennzeichnet. Hier kommen Akazien und die Doumpalme Hyphaene thebaica vor. Die vorherrschenden Vegetationsformen sind trockenes Buschland und offene Grasflächen. Nur an den Ufern des Uaso Nyiro, der durch das Reservat fließt, wächst ein schmaler Galeriewald. Allerdings trocknet der früher ganzjährig wasserführende Fluss seit Ende der 1970er Jahre gelegentlich aus, da stromaufwärts zu viel Wasser für landwirtschaftliche Zwecke entnommen wird. Noch handelt es sich hierbei um einige Wochen, sodass die Elefanten durch Ausgraben von Wasser überleben können. Verringert sich die jährliche Wassermenge des Uaso Nyero jedoch weiter, wird das Gebiet für Elefanten untauglich.
Neben Netzgiraffen und Steppen- sowie Grevyzebras kommen hier Büffel, Flusspferde, Warzenschweine, Kleine Kudus, Elenantilopen, Oryxantilopen, Gazellen, Giraffengazellen, Impalas, Wasserböcke und zwei Dikdikarten, darunter der Günther-Dikdik,  vor. An Raubtieren gibt es Löwen, Leoparden, Geparden und Afrikanische Wildhunde sowie Streifen- und Tüpfelhyänen. Im Buffalo-Springs-Nationalreservat leben auch Krokodile, beispielsweise Nilwarane, sowie 450 Vogelarten, unter anderem der Kampfadler, das Geierperlhuhn, die Riesentrappe und der Somalistrauß.
Das Buffalo-Springs-Nationalreservat bildet mit dem angrenzenden Samburu-Nationalreservat, von dem es nur der Uaso Nyero trennt, eine Einheit. Das einige Kilometer östlich gelegene Shaba-Nationalreservat gehört zum gleichen ökologischen Gebiet.
Die Elefantenbestände der drei Reservate sind nicht mehr konstant. 1973 wurden 2500 Tiere gezählt, 1976 und 1977 waren es nur noch 531. Gelegentlich wandern Herden aus dem Norden ein. Diese sind deutlich scheuer als ihre ortsansässigen Artgenossen, die an den hier besonders ausgeprägten Massentourismus gewöhnt sind.
Während des Mau-Mau-Aufstandes nutzten die Freiheitskämpfer das Buffalo-Springs-Nationalreservat als Rückzugsgebiet. Bei seinem Flug nach Äthiopien führte die Route ihres Generals Mathenge durch selbiges.